# 楊衍慶
楊衍慶（1523年—？），字善甫，號東臺，牧馬千戶所軍籍，江西袁州府宜春縣人，明朝政治人物。

## 生平
嘉靖三十四年（1555年）乙卯科順天府鄉試第九十七名舉人。嘉靖三十五年（1556年）聯捷丙辰科會試第二百三十二名，三甲第六十七名進士。都察院观政，授山东寿光县知县，三十八年九月考选雲南道試御史，三十九年三月實授，四十三年巡按山西，奏设山西潞安府长治县学，四十四年二月升陕西按察司副使。历陕西右参政兼佥事，隆慶四年十月升山东按察使，五年正月升山西右布政使。

## 家族
曾祖楊一清；祖父楊滋；父楊隆，贈御史。嫡母李氏；生母李氏，俱贈孺人。弟衍福、衍德。